# Шісткові прості числа
«Сексуальні» прості числа (англ. sexy primes, послідовність A023201 з Онлайн енциклопедії послідовностей цілих чисел, OEIS) — англомовний математичний термін, що описує пару простих чисел виду p, p + 6, тобто одне число більше за інше на 6 . Наприклад, прості числа 5 і 11 в групі є «сексуальними» простими.
В англійській мові термін утворився з латинського написання цифри шість як sex, тоді як в англійській мові це слово означає секс. Натомість в українській математичній термінології спеціальний термін на позначення таких пар простих чисел відсутній.
Приклади пар «сексуальних» простих чисел:
(5,11), (7,13), (11,17), (13,19), (17,23), (23,29), (31,37), (37,43), (41,47), (47,53), (53,59), (61,67), (67,73), (73,79), (83,89), (97,103), (101,107), (103,109), (107,113), (131,137), (151,157), (157,163), (167,173), (173,179), (191,197), (193,199), (223,229), (227,233), (233,239), (251,257), (257,263), (263,269), (271,277), (277,283), (307,313), (311,317), (331,337), (347,353), (353,359), (367,373), (373,379), (383,389), (433,439), (443,449), (457,463), (461,467).
Всі прості числа, що більші за три, розбиваються на два класи, в залежності від залишку від ділення на 6, який може дорівнювати 1 або 5. При цьому різниця між будь-якими двома простими числами з одного класу завжди кратна 6.

## Кількість
Не доведено, що кількість «сексуальних» простих нескінченна. Станом на травень 2009 року найбільша відома пара «сексуальних» простих чисел складається з 11593 десяткових цифр. Менша кількість цієї пари дорівнює:
(117924851·587502·9001# ·(587502·9001# + 1) + 210)·(587502·9001# − 1)/35 + 5.,
де 9001# = 2·3·5·…·9001 — прайморіал (англ. Primorial) числа 9001.
Бувають також «сексуальні» трійки і четвірки простих чисел. Існує єдина «сексуальна» п'ятірка — (5, 11, 17, 23, 29), оскільки як будь-яка така п'ятірка містить число, що ділиться на 5.

## Схожі поняття
Прості числа {\displaystyle p}, {\displaystyle p+2} — прості близнюки (послідовність A001359 з Онлайн енциклопедії послідовностей цілих чисел, OEIS). Існує тільки одна трійка простих чисел виду {\displaystyle p}, {\displaystyle p+2} і {\displaystyle p+4} — це (3, 5, 7), оскільки в будь-якій такій трійці хоча б одне з чисел ділиться на 3.